# Minnesota Fighting Pike
Die Minnesota Fighting Pike waren ein Arena-Football-Team aus Minneapolis, Minnesota, das in der Arena Football League (AFL) spielte. Ihre Heimspiele trugen die Fighting Pike im Target Center aus.

## Geschichte
Die Fighting Pike wurden 1996 gegründet und starteten im gleichen Jahr in der AFL. Nach nur einer Saison wurde das Franchise wieder aufgelöst. Medien behaupten, dass Besitzer Tom Scallen in einem Jahr über 400.000 Dollar mit dem Franchise verloren habe.
Die Fighting Pike komplettierten ihren Kader Anfang der Saison 1996 durch einen Tryout. Der damalige Trainer Art Haege war laut einem Bericht des Star Tribunes so dermaßen von den eingeladenen Spielern verärgert, dass dieser nach nur einem Tag seine Kündigung bei Eigentümer Tom Scallen einreichte. Interessant ist auch, dass alle sieben Heimspiele der Saison verloren wurde.

## Saisonstatistiken
| Jahr | Team                    | Liga | S | N  | Playoffs erreicht | Playoffrunde |
| ---- | ----------------------- | ---- | - | -- | ----------------- | ------------ |
| 1996 | Minnesota Fighting Pike | AFL  | 4 | 10 | nein              |              |

## Zuschauerentwicklung
| Jahr | Team                    | Zuschauerdurchschnitt |
| ---- | ----------------------- | --------------------- |
| 1996 | Minnesota Fighting Pike | 8.894                 |